# Acacia pruinosa
Acacia pruinosa är en ärtväxtart som beskrevs av George Bentham. Acacia pruinosa ingår i släktet akacior, och familjen ärtväxter. Inga underarter finns listade i Catalogue of Life.